# Station Vieux-Thann-ZI
Station Thann-Vieux-Thann-ZI is een spoorwegstation in de Franse gemeente Vieux-Thann in het departement Haut-Rhin in de Elzas. Het bevindt zich nabij de industriezone van Vieux-Thann en ligt aan de spoorlijn Lutterbach - Kruth.

## Geschiedenis
Het station is op 11 december 2010 geopend, bij de opening van de Tram-Train Mulhouse-Vallée de la Thur.

## Ligging
Het station ligt op kilometerpunt 12,263 van de spoorlijn Lutterbach - Kruth.

## Diensten
Het station wordt aangedaan door de Tram-Train Mulhouse-Vallée de la Thur, welke station Thann Saint-Jacques met het station Mulhouse-Ville verbindt via het centrum van Mulhouse.